# Aroegas nigroornatus
Aroegas nigroornatus is een rechtvleugelig insect uit de familie sabelsprinkhanen (Tettigoniidae). De wetenschappelijke naam van deze soort is voor het eerst geldig gepubliceerd in 1916 door Péringuey.
1. ↑  (en) Aroegas nigroornatus op de IUCN Red List of Threatened Species.